# Jack Harries

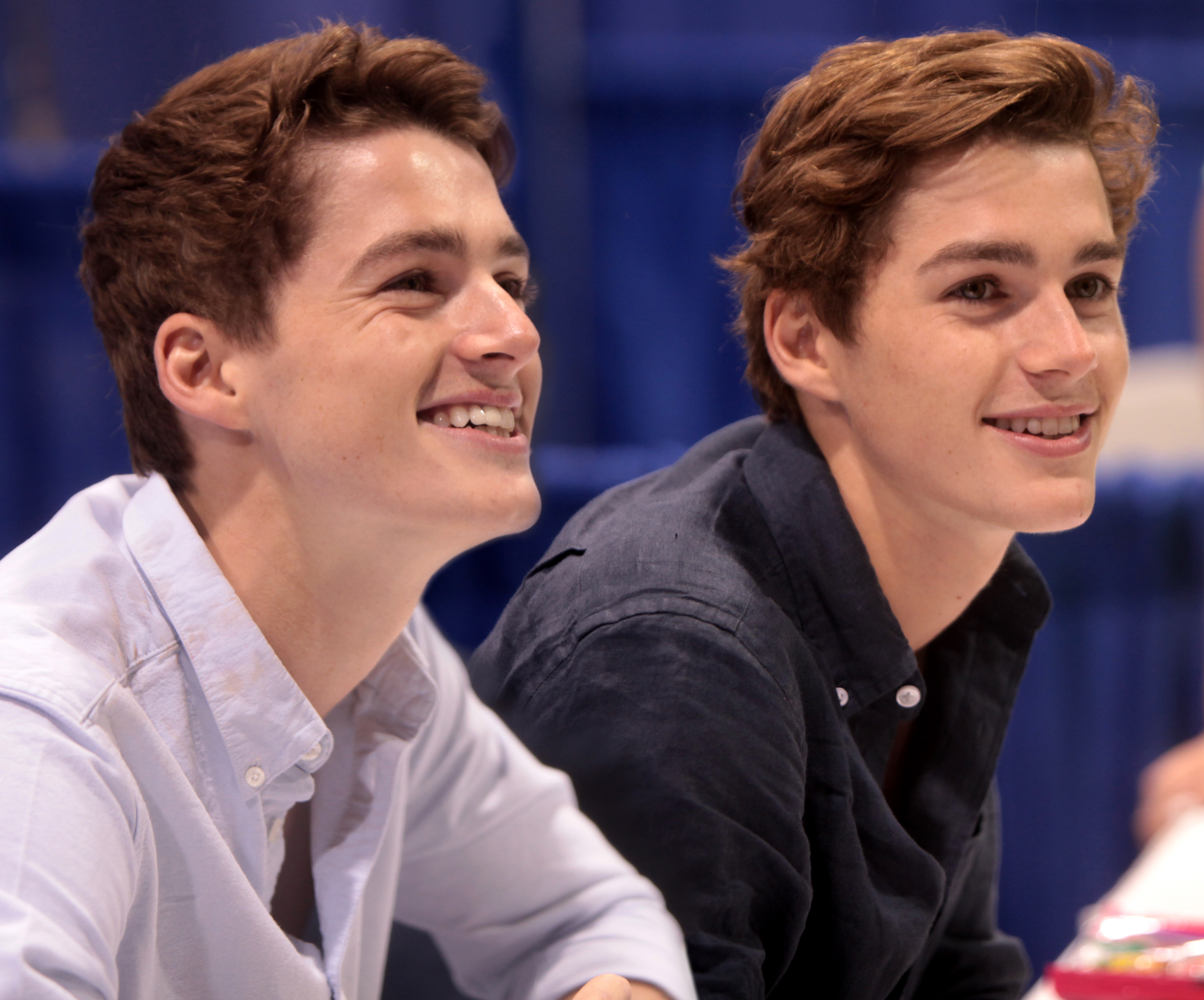
Jack en Finn Harries in 2014

Jackson Frayn Harries (Londen, 13 mei 1993) is een Engels acteur, comedian en vlogger. Harries begon zijn professionele acteercarrière op zijn dertiende en is bekend geworden van het Channel 4 televisieprogramma School of Comedy en zijn YouTubekanaal JacksGap dat meer dan vier miljoen abonnees heeft.

## Privéleven
Jack Harries werd geboren op 13 mei 1993 in Londen, Engeland. Zijn vader, Andy Harries, is televisie- en filmproducent, zijn moeder, Rebecca Frayn, is actrice en regisseur. Zijn grootvader van moederskant, Michael Frayn, is toneelschrijver en romanschrijver. Harries heeft een eeneiige tweelingbroer, Finnegan Frayn Harries, die twee minuten ouder is, en een zusje, Emmy Lou. Hij groeide op in Chiswick, Londen en bezocht The Harrodian School in de leeftijd van acht tot achttien jaar waar hij naast de verplichte vakken ook media, fotografie en kunstgeschiedenis studeerde. Jack Harries begon aan een studie drama aan de universiteit van Bristol, maar daar is hij mee gestopt omdat hij zich volledig wil focussen op zijn YouTube video's.

## Carrière

### Acteur
In 2006 maakte Harries op dertienjarige leeftijd zijn acteerdebuut als de zoon van Brendan Coyle in de dramatische ITV televisiefilm Perfect Parents. Het daaropvolgende jaar verscheen hij als "Barry" in een aflevering van de BBC-comedy Comedy: Shuffle.
In 2008 voegt Harries zich bij de cast van het Channel 4 tiener sketch comedy School of Comedy. Het programma, geïnspireerd door een optreden gegeven door Harries en zijn klasgenoten op het Edinburgh Festival Fringe, werd eerst uitgezonden als pilotaflevering in Comedy Lab van Channel 4, voordat het opgepikt werd als zelfstandig programma dat twee seizoenen werd uitgezonden. In het programma portretteerde Harries een verscheidenheid aan personages in verschillende comedy sketches. Zijn tweelingbroer Finn verscheen in twee sketches als Harries' kloon.
In 2011 verscheen Harries als geliefde van Abigail Hardingham in een KFC-reclame.

### Vlogger
In juni 2011 start Harries zijn YouTube kanaal JacksGap als een manier om zijn tussenjaar vast te leggen voor familie en vrienden nadat hij de middelbare school had afgesloten. Hij wilde graag vloggen omdat hij ervan hield om verhalen te vertellen, maar niet goed was in dingen opschrijven.
Na een tijdje begon ook Jacks tweelingbroer Finn deel uit te maken van de YouTube-video's. Het kanaal bleef desalniettemin JacksGap heten.
In april 2012 bereikt het kanaal 10.000 abonnees en Harries wordt uitgenodigd om een YouTube partner te worden. De inkomsten van zijn kanaal zijn algauw "het dubbele" van wat hij voorheen verdiende met zijn baan bij Apple wat hem in staat stelt om te reizen tijdens zijn tussenjaar. De video's op Harries kanaal variëren van vlogs en comedy sketches tot bungeejumpen, eenwieleren en het maken van ballondieren, alsmede documentaties van de reizen met zijn tweelingbroer naar Rome, Ibiza en Thailand. Naast het verschijnen samen met zijn broer, Finn, bevatten Harries' video's ook andere opmerkelijke YouTube-persoonlijkheden, waaronder Louis Cole, Caspar Lee, Tyler Oakley, Dan Howell en anderen.
In februari 2013 bereikt JacksGap een miljoen abonnees en in april 2013 waren dit er al 1,5 miljoen. In mei 2013 bestond JacksGap 2 jaar en bereikte ook 2 miljoen abonnees. In september 2012 legde de Harries tweeling naar verluidt de laatste hand aan hun plannen voor een nieuwe smartphone app en sociaal netwerk, beide gebaseerd op JacksGap. Op 25 maart 2015 bereikte het kanaal 4 miljoen abonnees.

## Filmografie
| Jaar      | Titel            | Rol           |
| --------- | ---------------- | ------------- |
| 2006      | Perfect Parents  | Ed's Boy      |
| 2007      | Comedy: Shuffle  | Barry         |
| 2008      | Comedy Lab       | Verschillende |
| 2008–2010 | School of Comedy | Verschillende |